# Pauridiantha le-testuana
Pauridiantha le-testuana là một loài thực vật có hoa trong họ Thiến thảo. Loài này được (N.Hallé) Ntore & Dessein mô tả khoa học đầu tiên năm 2003.